# Paradrymonia gibbosa
Paradrymonia gibbosa är en tvåhjärtbladig växtart som beskrevs av Wiehler. Paradrymonia gibbosa ingår i släktet Paradrymonia och familjen Gesneriaceae. Inga underarter finns listade i Catalogue of Life.